# Aire urbaine de Metz
L'aire urbaine de Metz est une aire urbaine française centrée sur la ville de Metz. Elle est composée dans ses limites de 2010 de 218 communes.

## Composition selon la délimitation de 1999
D'après la définition qu'en donne l'INSEE, l'aire urbaine de Metz est composée de 239 communes, situées en Meurthe-et-Moselle, dans la Meuse et la Moselle
. Ses 389 529 habitants font d'elle la 24e aire urbaine de France.
47 communes de l'aire urbaine sont des pôles urbains.
Le tableau suivant détaille la répartition de l'aire urbaine sur les départements (les pourcentages s'entendent en proportion du département) :
| Département        | Communes | Communes (%) | Superficie (km²) | Superficie (%) | Population (2011) | Population (%) |
| ------------------ | -------- | ------------ | ---------------- | -------------- | ----------------- | -------------- |
| Meurthe-et-Moselle | 54       | 9,1          | 479,32           | 9,1            | 63 569            | 7,6            |
| Meuse              | 5        | 0,8          | 40,72            | 0,5            | 729               | 0,2            |
| Moselle            | 177      | 24,5         | 1 329,69         | 21,4           | 371 904           | 36,6           |

L'aire urbaine de Metz est rattachée à l'espace urbain Est.
Voici la liste des communes françaises de l'aire urbaine de Metz.